# 羅斯福島橋

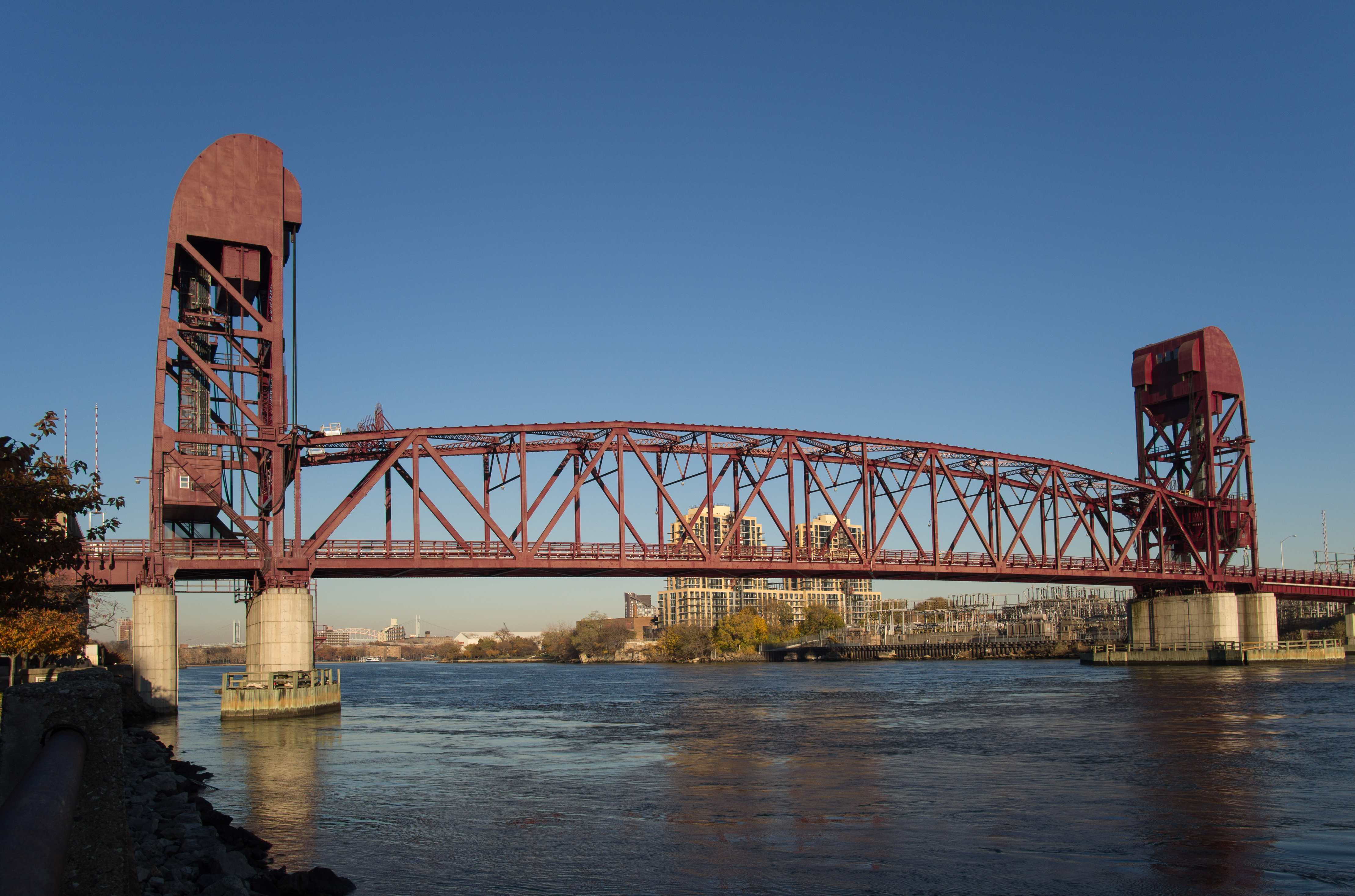

羅斯福島橋（Roosevelt Island Bridge）是美國紐約市橋樑之一，連接曼哈頓的羅斯福島及皇后區的阿斯托里亞兩地，也是前往羅斯福島的主要交通方式。羅斯福島橋於1952年3月17日開始興建，耗資650萬美元，在1955年5月18日通車。1973年改為現名。

## 外部連結
维基共享资源上的相關多媒體資源：羅斯福島橋
- Roosevelt Island Bridge （页面存档备份，存于）
- Structurae数据库中Roosevelt Island Bridge的数据